# Complots (jeu de société)
 (janvier 2016).
Si vous disposez d'ouvrages ou d'articles de référence ou si vous connaissez des sites web de qualité traitant du thème abordé ici, merci de compléter l'article en donnant les références utiles à sa vérifiabilité et en les liant à la section « Notes et références ».
Pour les articles homonymes, voir Complots (homonymie).
Complots est un jeu de société à parties courtes, où chaque joueur doit essayer d'être le dernier en vie pour s'emparer du pouvoir. Ce jeu est aussi appelé "jeu de Sami"

## Description
Au dos de la boîte de jeu, on peut lire : 
« Une ville corrompue, soumise aux vices et avarices, est sous le contrôle de vils personnages. Le pouvoir est vacant, à vous de vous en emparer. Vous disposez en secret de l’aide de deux personnages et par la ruse, la manipulation et le bluff, vous n’aurez qu’une obsession : éliminer tous les autres de votre chemin.
À votre tour, vous pourrez user du pouvoir d’un des 6 personnages pour espionner, soudoyer, prendre ou voler de l’argent et assassiner vos adversaires...
Si personne ne remet en doute votre parole, vous pourrez effectuer librement votre action, sinon un duel de bluff s’engagera et un seul en sortira vivant !
Serez-vous le dernier ? »

## Mode de jeu
Complots est un jeu de stratégie et de bluff se jouant avec des cartes. Le jeu comprend 24 cartes (6 personnages en 4 exemplaires) et des pièces.
Au début de la partie, chaque joueur possède deux cartes distribuées au hasard et représentant deux vies. Chaque carte représente un personnage, chaque personnage peut être en plusieurs exemplaires, et chaque personnage possède des pouvoirs qui lui sont propres.
Les joueurs peuvent alors effectuer une action chacun à leur tour en utilisant les pouvoirs de leurs personnages... ou en bluffant.

## Versions et extensions
- Complots est une réédition actualisée du jeu Coup (même auteur). Il est de format portatif (boîte carrée 8 cm de côté).
- Il comporte une extension : Complots - Saint-Barthélemy qui permet de jouer en équipe.
- En 2014, une version Exclusive parait dans un écrin de bois numéroté et limitée à 100 exemplaires réunissant le jeu de base et l'extension ainsi que des pièces en métal réparties en 2 couleurs [2].
- Complots 2 est un standalone, pouvant être combiné avec le jeu de base et l'extension.
- En 2019 parait Complots Deluxe[3] comprenant les 3 itérations du jeu (Complots 1, Complots 2 et Saint-Barthélemy). Les cartes sont plus grandes et 2 nouvelles apparaissent : "Le Mendiant" et "La Peste". Les pièces sont en métal et réparties en 3 couleurs.